# 富久山町
富久山町（ふくやままち）は福島県中通り東部の安積郡に属していた町。現在の郡山市富久山町地区についても記述する。
このページでは、合併前の富久山町と合併後の郡山市富久山町地区の両方を併載する。

## 概要
紀元前4000年頃の遺跡が発見されており、古くから人が住んでいた形跡が見られる。
江戸時代には奥州街道が通って福原宿が置かれた。近代には国道4号が通り、日東紡績の工場が設けられ、郡山市の中心部に極めて近いことにより栄えた。
地域を通過する東北本線に駅はないものの、町の中心部から郡山駅は逢瀬川を挟んだすぐ近くに位置する。
近年は旧郡山市域に隣接していることから郡山市街地へのベッドダウンとして発展している。特に八山田地区は区画整理が進められ、内環状線が通ったことから人口が急増し、付近には2017年に郡山富田駅が開業した。

## 地理
現在の郡山市富久山町地区に位置する。
- 河川：阿武隈川、逢瀬川

## 歴史

### 年表
- 1889年4月1日 - 村町制により福原村･久保田村･八山田村が合併し安積郡富久山村が発足。
- 1937年4月1日 - 富久山村が町制施行し、富久山町となる。
- 1954年3月31日 - 田村郡小泉村が富久山町に編入合併する。
- 1965年5月1日 - 富久山町が郡山市、安積郡日和田町・熱海町・安積町・喜久田村・逢瀬村・片平村・三穂田村・湖南村、田村郡田村町と新設合併を行なう。これにより地方自治体としての富久山町が消滅。

### 隣接していた自治体
- 郡山市
- 安積郡日和田町
- 安積郡喜久田村
- 田村郡西田村

### 行政区域変遷
変遷の年表
| 富久山町町域の変遷（年表） | 富久山町町域の変遷（年表） | 富久山町町域の変遷（年表） |
| 年                         | 月日                       | 旧富久山町町域に関連する行政区域変遷 |
| -------------------------- | -------------------------- | --- |
| 1889年（明治22年）         | 4月1日                     | 町村制施行により、以下の町村が発足。 - 安積郡 - 富久山町 ← 福原村・久保田村・八山田村 - 田村郡 - 巌江村 ← 白岩村・下白岩村・上舞木村・下舞木村・根木屋村・阿久津村・ 安原村・横川村・山田村・芹沢村・南小泉村・北小泉村 |
| 1889年（明治27年）         | 7月23日                    | 巌江村の一部（南小泉・北小泉と芹沢の一部）が分立し小泉村が発足。 |
| 1937年（昭和12年）         | 4月1日                     | 富久山村は町制施行し富久山町となる。 |
| 1954年（昭和29年）         | 3月31日                    | 小泉村は富久山町に編入。 |
| 1965年（昭和40年）         | 5月1日                     | 富久山町は郡山市と安積郡日和田町、熱海町、安積町、喜久田村、逢瀬村、片平村、 三穂田村、湖南村、田村郡田村町とともに合併し郡山市が発足。富久山町は消滅。                                                                 |

- 変遷表

| 富久山町町域の変遷表 | 富久山町町域の変遷表 | 富久山町町域の変遷表               | 富久山町町域の変遷表 | 富久山町町域の変遷表       | 富久山町町域の変遷表           | 富久山町町域の変遷表  | 富久山町町域の変遷表 | 富久山町町域の変遷表 |
| 1868年 以前          | 1868年 以前          | 明治元年 - 明治22年                | 明治22年 4月1日      | 明治22年 - 昭和19年        | 昭和20年 - 昭和64年            | 昭和20年 - 昭和64年   | 平成元年 - 現在      | 現在                 |
| -------------------- | -------------------- | ---------------------------------- | -------------------- | -------------------------- | ------------------------------ | --------------------- | -------------------- | -------------------- |
|                      | 福原村               | 明治9年 富久山村 明治12年 福原村   | 富久山村             | 昭和12年4月1日 町制        | 富久山町                       | 昭和40年5月1日 郡山市 | 郡山市               | 郡山市               |
|                      | 久保田村             | 明治9年 富久山村 明治12年 久保田村 | 富久山村             | 昭和12年4月1日 町制        | 富久山町                       | 昭和40年5月1日 郡山市 | 郡山市               | 郡山市               |
|                      | 八山田村             | 明治9年 富久山村 明治12年 八山田村 | 富久山村             | 昭和12年4月1日 町制        | 富久山町                       | 昭和40年5月1日 郡山市 | 郡山市               | 郡山市               |
|                      | 南小泉村             | 南小泉村                           | 巌江村 の一部        | 明治27年7月23日 小泉村分立 | 昭和29年3月31日 富久山町に編入 | 昭和40年5月1日 郡山市 | 郡山市               | 郡山市               |
|                      | 北小泉村             |                                    | 巌江村 の一部        | 明治27年7月23日 小泉村分立 | 昭和29年3月31日 富久山町に編入 | 昭和40年5月1日 郡山市 | 郡山市               | 郡山市               |
|                      | 芹沢村の一部         |                                    | 巌江村 の一部        | 明治27年7月23日 小泉村分立 | 昭和29年3月31日 富久山町に編入 | 昭和40年5月1日 郡山市 | 郡山市               | 郡山市               |

## 人口・世帯
※1955年以前は旧小泉村を含まず。

### 人口
総数 [単位： 人]
| 1891年（明治24年） | 2,261 |
| 1920年（大正 9年） | 4,266 |
| 1935年（昭和10年） | 5,993 |

### 世帯
総数 [単位： 世帯]
| 1920年（大正 9年） | 1,015 |
| 1935年（昭和10年） | 750   |

## 行政

### 県管轄の機関
- 郡山北警察署富久山交番

### 市管轄の機関
- 富久山行政センター
  - 郡山市富久山図書館（行政センターの2階に所在）
- 郡山地方広域消防組合 郡山消防署富久山分署
- 富久山スポーツ広場
- 平成記念郡山こどものもり公園
- 富久山クリーンセンター

## 交通

### 路線バス
一般路線
- 福島交通により運行されている。

### 道路
一般国道
- 国道4号
- 国道288号

県道
- 福島県道73号二本松金屋線
- 福島県道57号郡山大越線
- 福島県道296号荒井郡山線
- 福島県道355号須賀川二本松線

主要な市道
- 内環状線
- 東部幹線

## 産業

### 農業
- 田畑が広がる。

### 工業
- 日本オイルターミナル郡山営業所
- 日東紡績富久山事業センター

### 商業
- 県道355号沿いに商店街がある他、国道4号・内環状線沿いにはロードサイド店舗が数多く立地する。
  - 町内にある大規模小売店としては、ヨークベニマル富久山店やヨークタウン八山田がある。
- かつては、郡山市地方卸売市場が立地していた。

## 医療機関
- 総合南東北病院

## 教育
小学校
- 郡山市立行健小学校
- 郡山市立行健第二小学校
- 郡山市立行徳小学校
- 郡山市立明健小学校
- 郡山市立小泉小学校

中学校
- 郡山市立行健中学校
- 郡山市立明健中学校 （2007年に開校）

高等学校
- 福島県立郡山北工業高等学校 郡山市との合併後の1977年に市内桃見台に所在していた福島県立郡山工業高等学校と市内大槻町に所在していた福島県立郡山西工業高等学校を統合し設置された。

専修学校
- ポラリス保健看護学院

各種学校
- 富久山自動車学校

## 名所・旧跡・観光スポット・祭事・催事
- 平成記念郡山こどものもり公園
- 八山田こども公園 - 大型のすべり台やネットクライミング、体験学習施設など
- 豊景神社 - 福島県指定重要無形民俗文化財の太々神楽など
- 日吉神社 - 伊達政宗の身代わりに戦死した伊東肥前守重信の碑や重要文化財の石造塔婆など
- 鹿島神社 - 鹿島神宮の分霊
- 郡山八山田温泉（天然温泉極楽湯 福島郡山店)

### 祭事
- 2月 阿弥陀寺 毘沙門天大祭
- 8月 ふくやま夢花火
- 10月 日吉神社 秋季例大祭（神輿渡行など）
- 10月 豊景神社 秋季例大祭（太々神楽や神輿渡行など）